# Hochwasserschutzprojekt Machland Nord

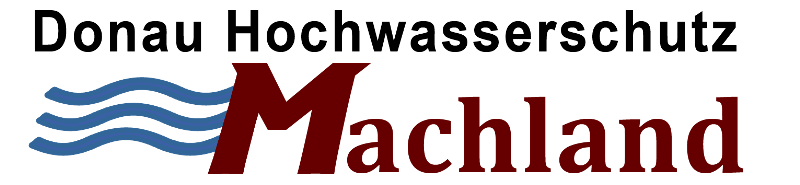

Der Machlanddamm ist ein 36,4 Kilometer langes, im Jahr 2012 fertiggestelltes Hochwasserschutzprojekt am linken Donauufer im oberösterreichischen Machland und Strudengau.
Der Damm erstreckt sich zwischen Mauthausen und St. Nikola an der Donau und soll rund 22.000 Menschen in sieben Gemeinden vor weiteren Hochwasserkatastrophen schützen (Vgl. Hochwasser in Mitteleuropa 1501, Hochwasser in Mitteleuropa 2002, Hochwasser in Mitteleuropa 2013). Zusätzlich zu den Dammbauten und mobilen Hochwasserschutzeinrichtungen wurde eine rund neun Kilometer lange Flutmulde errichtet.

## Übersicht

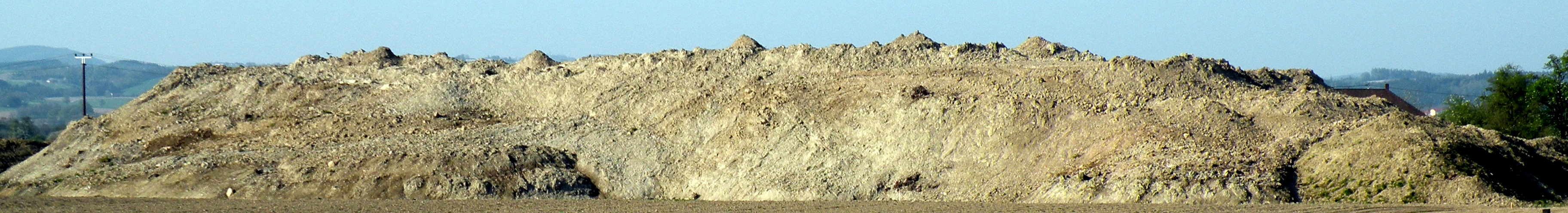
Erdbewegungen für den Machlanddamm bei Loa in Mitterkirchen (Baulos 2)

Die offizielle Fertigstellung erfolgte am 25. August 2012. Der Machlanddamm war nach dem Hochwasser in Mitteleuropa 2002 unter den rund fünfhundert österreichischen Hochwasserschutzprojekten das größte. Nach wie vor ist es das größte Hochwasserschutzprogramm Mitteleuropas und der oberösterreichischen Landesgeschichte. Die Gesamtkosten beliefen sich auf 182,6 Millionen Euro.
Als Errichtungsgesellschaft fungierte die am 7. April 2008 eigens gegründete Machland-Damm GmbH mit Sitz in Perg. Gesellschafter sind die betroffenen Gemeinden. Geschäftsführer waren zunächst die Herren Werner Peterseil und Gerhard Mysliwietz, die später von Johann Dober, Anton Wahlmüller und Bernhard Eckerstorfer abgelöst wurden. Die Gesellschaft beschäftigt drei Mitarbeiter.
Die laufende Wartung des Damms obliegt der am 15. Juli 2010 gegründete MDB Machland-Damm Betriebs GmbH mit Sitz in Perg. Geschäftsführer sind die Herren Johann Dober, Anton Wahlmüller und Bernhard Eckerstorfer. Die Gesellschaft beschäftigt neun Mitarbeiter. Gesellschafter sind die betroffenen Gemeinden.
Errichtet wurden vor allem Erddämme sowie fixe und mobile Hochwasserschutzmauern. Für die zahlreichen Pumpwerke ist eine Strom- und Notstromversorgung aufgebaut worden. 32,95 Kilometer sollen gegen ein Hochwasser, das sich im Durchschnitt alle 100 Jahre einmal ereignet, und 3,45 Kilometer gegen ein im Durchschnitt alle 30 Jahre eintretendes Hochwasser schützen. 29,18 Kilometer sind Erddämme, 7,22 Kilometer Hochwasserschutzmauern. Die Flutmulde ist 8,7 Kilometer lang. Weitere Bauwerke sind 78 Pumpwerke, 14 Gerinnedurchlässe und 3 Brücken. In St. Nikola wurde als Alternativlösung passiver Hochwasserschutz in Einzellösungen gebaut.
Geschützt werden mit dem Projekt neben eintausend Häusern auch denkmalgeschützte Kulturgüter. Die Bewohner von 252 Häusern und Höfen aus der Aulandschaft wurden ausgesiedelt. Die fünf Ortschaften Hütting (Gemeinde Mitterkirchen im Machland), der Großteil von Mettensdorf und Pitzing (Gemeinde Baumgartenberg) sowie Eizendorf, die Froschau und Teile von Saxendorf (Gemeinde Saxen) sind von der Landkarte verschwunden. Diese Aussiedelungsaktion stellte die größte Maßnahme dieser Art in ganz Mitteleuropa dar und erfolgte auf Basis der Freiwilligkeit und Bereitschaft der betroffenen Bevölkerung.
Rund 600 Hektar wertvolle natürliche Aulandschaft und Überflutungsraum für die Donau konnten zurückgewonnen und nachhaltig gesichert werden. Der Damm führt durch das geplante Naturschutzgebiet Machland Nord.

## Geschichte

### Aussiedlungen im Bereich des Machland-Damms
Im Vorfeld der Projektumsetzung wurden in dem zwischen Damm und Donau liegenden Gebiet etwa 250 bisher bewohnte Objekte abgelöst und geschleift. Teilweise wurden in hochwassersicheren Gebieten ganze Siedlungen neu errichtet. Für im Gebiet verbliebene Objekte gibt es keine Hilfszusagen für den Fall weiterer Hochwasserkatastrophen.
In einer Studie aus dem Jahr 2003 wurden Aussiedlungen in folgenden Ortschaften vorgeschlagen, wobei ein Großteil davon auch umgesetzt wurde (Anzahl der auszusiedelnen Objekte in Klammern):
Marktgemeinde Baumgartenberg (48 bis 58)
Mettensdorf (34 bis 44)
Pitzing (14)
Stadt Grein (6 bis 12)
Marktgemeinde Mitterkirchen (55)
Hütting (54)
Wörth (1)
Marktgemeinde Saxen (91 bis 98)
Eizendorf (64)
Froschau (19)
Dornach (6 bis 10)
Wetzelsdorf (1 bis 4)
Saxendorf (1)
St. Nikola (12 bis 17)

## Beschreibung

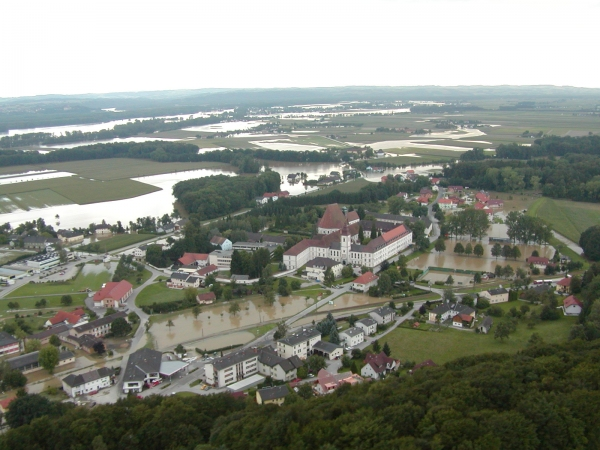
Augusthochwasser 2002 Baumgartenberg

Bereits nach den Hochwässern im Jahr 1991 gründeten die sieben betroffenen Gemeinden den Hochwasserschutzverband Donau-Machland. Das im Herbst 2002 zur Einreichung vorgesehene Projekt auf Grund der bis dahin bestehenden Erfahrungen wurde auf Grund des Donauhochwassers 2002 nochmals überarbeitet, berücksichtigte in der Folge teilweise um einen Meter höhere Hochwasserstände und wurde 2003 zur Bewilligung eingereicht. Die Verhandlungen mit den Grundeigentümern konnten abgeschlossen, die Finanzierungsfragen geklärt und die Umweltverträglichkeitsprüfung abgeschlossen werden.
Nach dem Donauhochwasser 2002 wurden ungefähr 80 Häuser in den Ortschaften Eizendorf, Froschau und Saxendorf auf dem Gemeindegebiet von Saxen sowie weitere rund 170 bis 180 Einzel-Objekte in anderen Gemeinden abgesiedelt. Ab dem Spatenstich am 29. November 2008 wurde in acht Baulosen zwischen Mauthausen und St. Nikola ein rund 42 Kilometer langer Damm errichtet, der Mitte 2012 fertiggestellt wurde und seither rund eintausend Häuser vor weiteren Hochwasserkatastrophen schützen soll.
Die Erdwälle sind in Summe mehr als 29 Kilometer lang und wurden ein bis drei Kilometer von der Donau entfernt errichtet, dazu kommen rund 7,2 Kilometer Hochwasserschutzmauern, teilweise mit mobilen Elementen unmittelbar am Donauufer.
Errichtet wurden weiters 78 Pumpwerke mit 350 Pumpen und 14 Gerinnedurchlässen sowie drei Brücken. Bei Vollbetrieb können damit pro Sekunde etwa 100.000 Liter Wasser aus dem Machland in die Donau gepumpt werden. Die Ausfallsicherheit der Pumpwerke wird durch Notstromaggregate gewährleistet.
Die Donauufergemeinden Mauthausen, Grein und St. Nikola an der Donau wurden vorwiegend durch Mauern und darauf aufgesetzte Mobilelemente geschützt. Für die zentralen Machlandgemeinden Naarn, Mitterkirchen, Baumgartenberg und Saxen wurden überwiegend Dammbauwerke gebaut. Sogenannte Homogendämme benötigen bei einer Höhe von 4 bis 5 Metern eine Sohlenbreite von 15 bis 20 Meter. Neben den aktiven Schutzmaßnahmen wurde eine ungefähr neun Kilometer lange Flutmulde entlang der Donau gegraben, die einen Nebenarm der Donau imitiert.
Knapp 33 Kilometer des Projekts bieten Schutz gegen ein alle 100 Jahre eintretendes Hochwasser, rund 3,5 Kilometer bringen Sicherheit im Falle eines alle 30 Jahre eintretenden Hochwassers.
Die zunächst auf etwa 144 Millionen Euro geschätzten Gesamtkosten des Jahrhundertbauwerks (Baukostenindex 2005) wurden anlässlich der Eröffnung am 25. August 2012 mit voraussichtlich 182,6 Millionen Euro beziffert und wurden zu fünfzig Prozent vom Bundesministerium für Verkehr, Innovation und Technologie, zu dreißig Prozent vom Land Oberösterreich und zu 20 Prozent von den betroffenen Gemeinden getragen. Im Durchschnitt kostete der Hochwasserschutz für die eintausend Häuser somit 150.000 Euro pro Haus. Darüber hinaus werden denkmalgeschützte Kulturgüter vor weiteren Hochwässern bewahrt.

## Baulose

### Baulos 1 Naarn

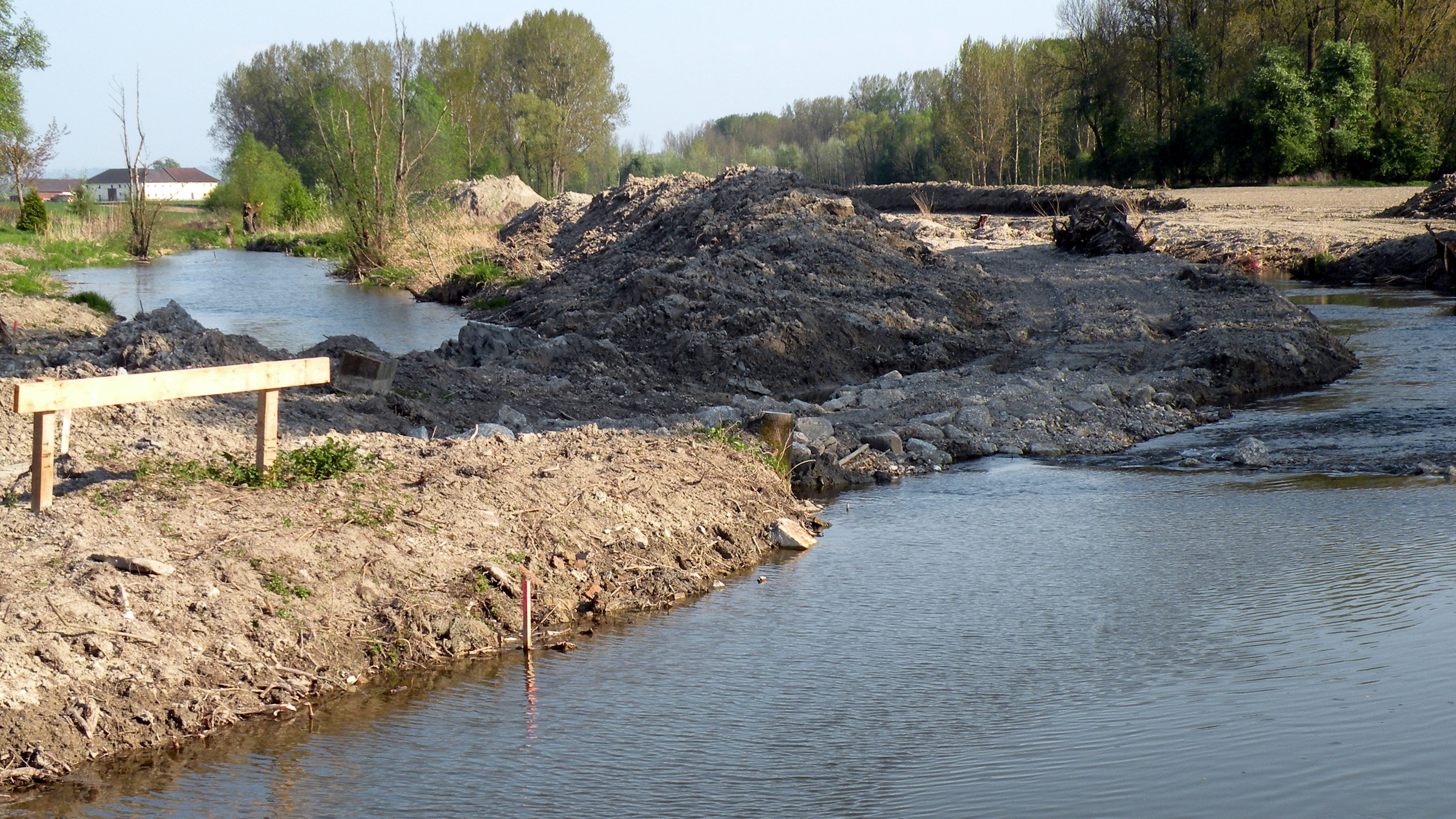
Verlegung Aist-Mühlbach bei Staffling (Marktgemeinde Naarn)

Auf dem Gemeindegebiet von Naarn wurden Hochwasserdämme auf einer Gesamtlänge von 6,6 Kilometern zwischen Au an der Donau und Ruprechtshofen im Wesentlichen als Schutz gegen ein alle 100 Jahre eintretendes Hochwasser mit gewissen Sicherheitsreserven errichtet.
Für den Damm wurde eine Grundfläche von 19,7 Hektar beansprucht. Die Ausführung der Dammkrone erfolgte je nach vorgesehener Nutzung in der Regel mit einer Breite von drei Metern, davon 2,5 Meter mit einer 0,5 Meter dicken befahrbaren Tragschicht.
Im Bereich von Straßen wird diese auf die dort 5,5 Meter breite Dammkrone verlegt. Die Umfahrungen von Staffling und Ruprechtshofen wurden auf der Dammkrone mit sieben Metern Breite (5,5 Meter Fahrbahnbreite) südlich der Ortschaften als Gemeindestraße errichtet. An mehreren Stellen waren Querungen, Verlegungen und Verschwenkungen des Aist-Mühlbaches erforderlich. Es war eine Überarbeitung und teilweise Neuordnung des Wege- und Straßennetzes erforderlich. Fast entlang des gesamten Bauloses wurden beiderseitig des Damms drei Meter breite Betreuungswege beziehungsweise fünf Meter breite Begleitstraßen angelegt. Es wurden zahlreiche Überquerungsmöglichkeiten mit sechs Metern Breite eingerichtet.
Mit dem Bau wurde im September 2009 begonnen, die Fertigstellung erfolgte 2012.

### Baulos 2 Mitterkirchen

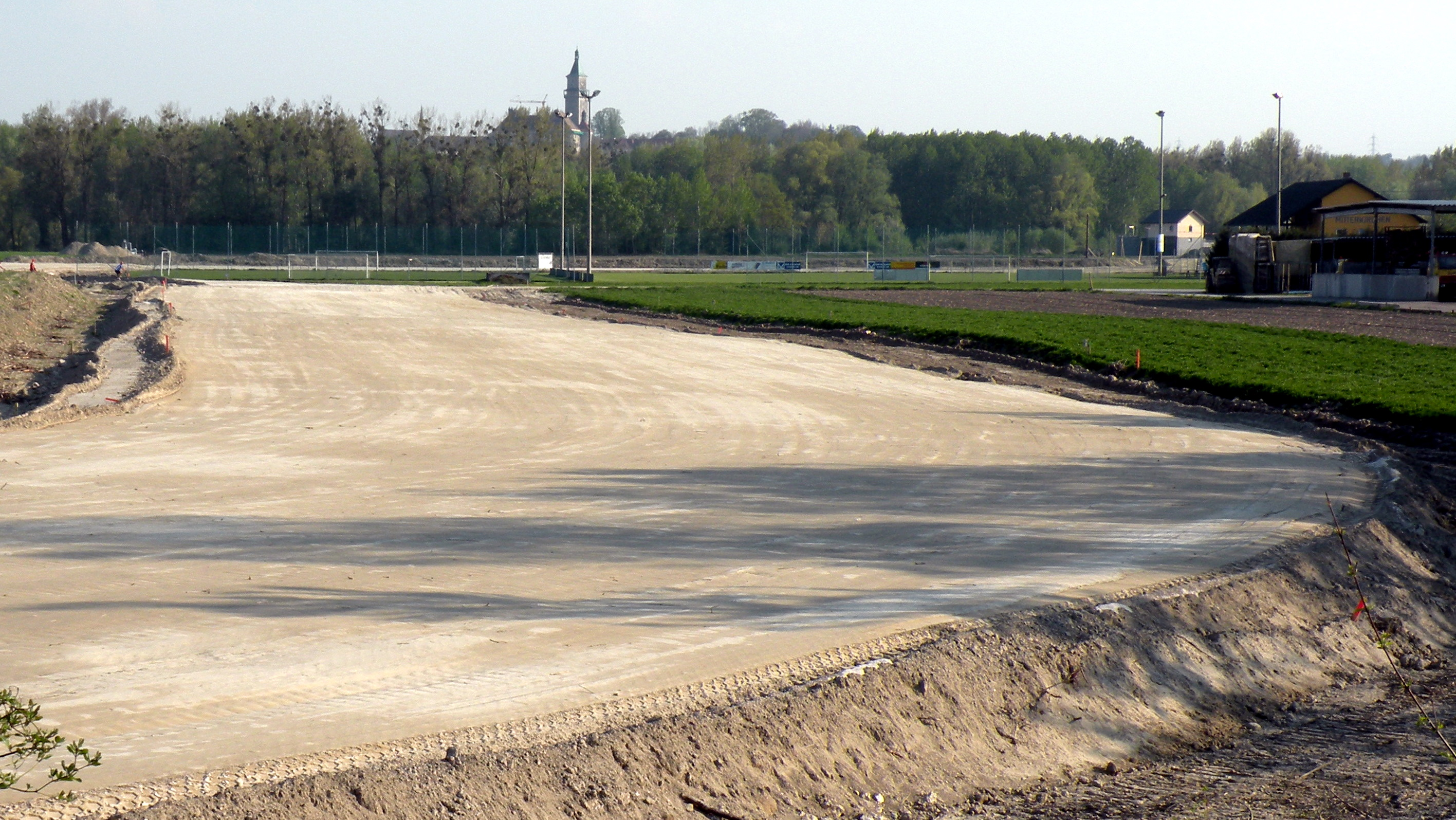
Dammsohle für den Machlanddamm bei Mitterkirchen

In Mitterkirchen wurden auf einer Strecke von rund 8,3 Kilometern überwiegend Dämme und 110 Meter Mauern zum Schutz gegen ein alle 100 Jahre eintretendes Hochwasser mit gewissen Reserven gebaut. Für den Damm wurde eine Grundfläche von 16 Hektar dauernd beansprucht. Die Kronenbreite beträgt in der Regel vier Meter, an der höchsten Stelle ist der Damm in diesem Baulos 5,8 Meter hoch. Beiderseitige Begleitwege, Anrainerzufahrten und Überquerungsmöglichkeiten ergänzen das Dammbauwerk. Der Seebach ist für eine rasche Entwässerung des Hinterlandes wesentlich und wurde entsprechend beschleunigt.
Mit dem Bau wurde im September 2009 begonnen und die Fertigstellung erfolgte 2011.

### Baulos 3 Baumgartenberg
Das Baulos auf dem Gemeindegebiet von Baumgartenberg betrifft eine Strecke von 13,5 Kilometer, ist damit der größte Einzelabschnitt des Damms und erstreckt sich von der Ortschaften Wagra und Labing in der Marktgemeinde Mitterkirchen im Machland und vorbei am Zentrum des Marktes Baumgartenberg. Es bietet Schutz gegen ein alle 100 Jahre eintretendes Hochwasser. Es wurden 17,1 Hektar Grundfläche für den Damm benötigt. Die höchste Stelle des Dammes beträgt 6,5 Meter. Beiderseitige Begleitwege, Anrainerzufahrten und Überquerungsmöglichkeiten ergänzen das Projekt. In Kirchstetten wurde die Tiefenlinie der Alten Naarn auf einer Länge von 1100 Metern wiederhergestellt. Die Verlegung des Mühlbaches in Mettensdorf auf einer Länge von 730 war notwendig. Bei Labing machte die Dammführung die Verlegung der Schwemmnaarn auf 350 m erforderlich. Zusätzlich konnte die Errichtung einer Fischaufstiegshilfe zwischen Schwemmnaarn und Naarn sowie die Beseitigung ökologischer Bausünden aus der Naarnregulierung der 1960er und 1970er Jahre verwirklicht werden. Weiters erfolgte die Verlegung der Naarn ab Labing flussaufwärts auf einer Länge von etwa 1800 Metern. Das im Dezember 2009 begonnene Baulos konnte bereits früher als vorgesehen im Oktober 2011 fertiggestellt und eröffnet werden. Während der Bauzeit mussten 475.000 Kubikmeter Dammschüttung, das sind etwa 50.000 LKW-Fuhren, bewegt werden.

### Baulos 4 Saxen
Das Baulos dient dem Schutz der Ortschaften Saxen und Wetzelsdorf sowie zweier Einzelobjekte in Dornach gegen alle 100 Jahre eintretendes Hochwasser. Es wurde ein kombinierter Schutz aus Dämmen, Mauern und Mobilelementen errichtet. Die Einpolderung des Siedlungsgebietes Saxen Süd erfolgte durch einen 1570 Meter langen Damm mit einer Höhe von maximal sechs Metern und einer Kronenbreite von vier Metern. Dammüberfahrten erfolgen mittels Rampen. Das als Betriebsbaugebiet Saxen West ausgewiesene Areal wurde teilweise aufgeschüttet. Der Saxnerbach wurde durch die Schutzmaßnahmen reguliert. Begleitstraßen, Anrainerzufahrten und Überquerungsmöglichkeiten ergänzen das Bauwerk.

### Baulose 5 Mauthausen, 6 Grein, 7 St. Nikola
In Mauthausen wurde ein Schutz gegen ein alle 100 Jahre eintretendes Hochwasser für die Siedlungsgebiete und Baulandflächen gebaut, der Dämme, Mauern und Mobilelemente umfasst und nach neunzehnmonatiger Bauzeit bereits im Juni 2010 fertiggestellt wurde. Das westliche Ende des Bauloses befindet sich auf Höhe Riedersbach, das östliche Ende etwa 150 Meter flussabwärts der Donaubrücke. Entlang der Donau konnte durch den Bau von Mauern, aber auch durch die Neuherstellung des Treppelweges eine Verbesserung der Standsicherheit an bestehenden Dammstrukturen erreicht werden.
Bereits vor der Eröffnung am 27. Juni 2010 kamen die aus 25 Kilogramm schweren Dammbalken bestehenden Mobilelemente zum Einsatz, da die Hochwasserwarngrenze zu Fronleichnam für einige Stunden überschritten wurde. Die Mobilelemente werden in einer Lagerhalle auf dem Gelände des ehemaligen Rübenplatzes aufbewahrt. Die Gesamtkosten für das Baulos erhöhten sich auf 21,8 Millionen Euro, da geologische Probleme gelöst und ursprünglich nicht vorhergesehene Entwässerungsmaßnahmen notwendig waren.
Im Bereich von Grein und Sarmingstein wurde mit den Maßnahmen ebenfalls ein Schutz gegen ein alle 100 Jahre eintretendes Hochwasser geschaffen, während in St. Nikola und Struden ein Schutz gegen ein alle 30 Jahre eintretendes Hochwasser erreicht wurde.

### Baulos 8 Flutmulde
Der Spatenstich für den Bau der Flutmulde erfolgte am 19. April 2011, die Bauarbeiten einschließlich der Errichtung eines Dotationsbauwerks wurden 2012 abgeschlossen.
Die Flutmulde ist nach Art und Verlauf an das historische Vorbild eines bis Mitte des 19. Jahrhunderts bestehenden Nebenarms der Donau angelehnt. Die Länge der Mulde zwischen der Ausleitung aus der Donau bei Au an der Donau und der Einbindung in den Hüttinger Altarm beträgt etwa 8,7 Kilometer. Die Gesamtlänge des einen Nebenarm der Donau imitierenden Systems bis zur Einmündung in die Donau summiert sich auf eine Länge von rund 14,3 Kilometer. Die Muldenbreite beträgt mindestens 50 Meter und die Tiefe im Mittel drei Meter unter der Geländeoberkante. Damit die Flutmulde nicht verlandet, muss sie von Zeit zu Zeit durchgespült werden.
Die Errichtung der Mulde machte in einigen Bereichen die Verlegung oder die Neuentwicklung von Forststraßen und Wirtschaftswegen notwendig. Zusätzlich musste das Erreichen der Grundstücke zwischen Mulde und Donau in ausreichendem Ausmaß gewährleistet bleiben. Das ausgehobene Material wurde überwiegend für die Errichtung der Dämme verwendet und zu diesem Zweck mit Flugasche vermischt. Dabei wurde dem Aushubmaterial Wasser entzogen und eine größere Dichte der Dämme erreicht.
Mit der Flutmulde soll die Situation bei kleineren Hochwässern verbessert und die ökologische Funktionsfähigkeit des Nebengewässersystems sichergestellt werden. Im Bereich der Anbindung des Nebenarms an die Donau besteht ein Höhenunterschied von mehr als drei Metern zwischen Donauwasserspiegel und Grundwasserspiegel der Au. Um die Passierbarkeit dieses Bereiches für Fische und sonstige Wassertiere zu gewährleisten, wurde ein technisches Dotationsbauwerk hergestellt.

### Öffentlichkeitsarbeit
In einem Baucontainer auf dem Parkplatz eines Gasthofs in Baumgartenberg wurde von Mai bis November 2010 begleitend zur bundesländerübergreifenden Ausstellung Donau. Fluch & Segen eine Ausstellung mit Fotos und einem Film des Hochwassers 2002 sowie einem Überblick über die Errichtung und Funktionsweise des Machlanddamms gezeigt. Zusätzlich wurden Bus-Rundfahrten zu Baustellen des Projekts durchgeführt.

## Videos
- Machlanddamm Juni 2013 in Grein www.strudengau.tv
- S. Hohensinner: Rekonstruktion ursprünglicher Lebensraumverhältnisse der Fluss-Auen-Biozönose der Donau im Machland auf Basis der morphologischen Entwicklung von 1715–1991. 2008. Video (ca. 48 Sekunden)
- Hochwasser 2002 Baumgartenberg (1) (Dauer ca. 10 Minuten)
- Hochwasser 2002 Baumgartenberg (2) (Dauer ca. 10 Minuten)
- bgbtvlokal ORF 2 Österreich Bild vom 20. Juni 2010